# Automação comercial
Automação comercial é a aplicação de métodos e ferramentas para automatizar processos comerciais, isto é, agilizar processos manuais e sistemas gerenciais, alcançando a total eficiência. Isso se deve à facilidade com a qual softwares e equipamentos de automação comercial conseguem coletar e gerar dados, facilitando a análise da operação como um todo.
A integração entre o homem e os sistemas, somados aos softwares de gestão, busca reduzir a mão-de-obra e despesas, além de melhorar a gerência e o controle operacional sobre um negócio. Com a automação, tarefas passíveis de erros, como: cálculo e digitação de preços, quantidades, preenchimento de um cheque, emissão de nota fiscal, seleção de bandeiras de cartão, etc. ficam mais seguras e eficientes, melhorando o trabalho dos funcionários e o atendimento aos clientes.
Além dos processos supracitados, a automação comercial consegue debitar do estoque, de forma automática, os insumos e ingredientes usados na produção de serviços, e até mesmo realizar transações financeiras. Por exemplo, para restaurantes, ao selecionar um dos pratos oferecidos, os itens que são utilizados para produzi-lo são retirados automaticamente da contagem de controle de estoque. Para o mercado de serviços, por outro lado, ao selecionar uma massagem, o programa debitaria automaticamente a quantidade de loção, óleos essenciais, entre outros, que são utilizados nesse procedimento. No momento que a quantidade crítica é atingida, o sistema informa a gerência, para que o pedido junto ao fornecedor seja realizado.

## Histórico
O processo de Automação Comercial no Brasil está ocorrendo em um ritmo muito acelerado e é inevitável. Primeiramente, deve-se a recessão econômica, que gera a necessidade reduzir custos, elevar o lucro e a produtividade. E também a necessidade do Órgão Administrador de Tributos Federais (Receita Federal) combater a Sonegação e garantir a Arrecadação devida. Com o enrijecimento da fiscalização e novas medidas que agora permitem fiscais tomarem a iniciativa de abertura de processos no mercado de serviços, a automação comercial está sendo vista como uma solução para a questão da sonegação de impostos. Apenas no começo de 2017, um único esquema deflagrado tinha conseguido sonegar valores acima de R$ 1 bilhão.
Um projeto da câmara de São Paulo foi aprovado em 21 de Março de 2017, aumentando a multa para quem sonegar impostos para 100% do valor sonegado.

## Evolução dos Equipamentos Fiscais
Em 1878, foi inventada a primeira Caixa Registradora, por James e John Ritty, nos Estados Unidos. Para controle dos recebimentos de vendas. Posteriormente, surgiram as Caixas Registradoras Eletrônicas (CRE) que não pararam de evoluir até o atual Ponto de Venda (PDV).
A partir de 1986, surgiram os primeiros Convênios Fiscais que oficializaram a utilização de Equipamento Emissor de Cupom Fiscal (ECF). Até o momento existem três tipos:
- ECF-MR: Máquina Registradora[10]
- ECF-PDV: terminal de Ponto de Venda[11]
- ECF-IF: Impressora fiscal[12]

## Ferramentas

### Sistemas de Informação
- Sistemas de Informação Comerciais ou Negociais buscam armazenar e consultar informações essenciais, como: produtos, serviços, clientes, fornecedores, vendedores, representantes, etc; unificar ou integrar as ferramentas de trabalho (compras, vendas, controle de estoque e faturamento), gerar relatórios referente as operações anteriores e também, controlar o fluxo de caixa. Ex: sistema SAP ERP, RPA.[13][14]

### Equipamentos
- O Checkout, estrutura física que comporta o PDV, pode ser constituído por: microterminal inteligente ou máquina registradora (antigamente), ECF, Scanner, Pin Pad, POS discado, gaveta de dinheiro, totens de autoatendimento, etc.;[15]
- O atendimento e produção de pedidos, por outro lado, é composto por: Microterminal, impressoras de pedido ou produção, de gôndola, de escritório, balanças, coletor de dados, Pocket PC, Tablet, smartphone, e terminais de atendimento.[16]

## Etapas
O processo de projeto de sistemas de Automação Comercial é complexo, variando conforme o tamanho do estabelecimento e as técnicas da empresa responsável pela automação, podendo demandar prazos bastante variados, como 3 dias ou 2 anos. O projeto é dividido nas seguintes etapas:

### Fase 1
- Levantamento de necessidades;
- Definição dos Recursos e desenvolvimento do Projeto;
- Treinamento e envolvimento dos usuários;[18]
- Implantação e Acompanhamento;
- Manutenção e Suporte;[19]

### Fase 2
- Integração das Filiais com a Matriz;
- Integração da Matriz com seus fornecedores;